# Costa d'Or Sueca
La Costa d'Or Sueca (suec: Svenska Guldkusten) fou una colònia suec: Svenska Guldkusten que es va fundar el 1650 per Hendrik Carloff al golf de Guinea en el que avui dia és Ghana, a Àfrica. Va durar fins a l'abril de 1663 quan la Costa d'Or sueca sencera va ser ocupada per Dinamarca, i integrada en la Costa d'Or Danesa.

## Geografia
La colònia consistida únicament en uns quants forts i factories comercials escampats al voltant de Cabo Corso (avui dia Cape Coast) al llarg de la costa del golf de Guinea en el que més tard esdevindria la Costa d'Or britànica i finalment Ghana.
La colònia consistida de les fortifications i factories comercials següents:
- Fort Carlsborg (també Carolusborg i després Cape Coast Castle), corresponent a la moderna Cape Coast, a la Regió Central, sota administració sueca del 22 d'abril de 1650 al gener/febrer de 1658 i del 10 de desembre de 1660 al 22 d'abril de 1663.
- Fort William (també Annamabo), avui dia Anomabu, a la regió Central, sota administració sueca del 1650 al 1657
- Fort Batenstein (també Batensteyn), avui dia Butri prop de Sekondi-Takoradi, a la regió Occidental, sota administració sueca de 1650 al 1656
- Fort Christiansborg (també Fort Frederiksborg i Osu Castle), avui dia Osu, a Accra, que fou la seu del govern colonial; sota administració sueca del 1652 al 1658
- Fort Witsen (també Taccorari), avui dia Sekondi-Takoradi, a la regió Occidental, sota administració sueca del 1653 al 1658
- Fort Apollonia, avui Beyin, a la regió Occidental, sota administració sueca del 1655 al 1657
- Gemoree (factoria)
- Accara (factoria)

## Caps colonials
Cadascun dels tres administradors suecs va tenir un títol diferent:
- Director: Hendrik Carloff, 22 d'abril de 1650 – 1656
- Comandant: Isaac Meville o Melville 1652-1654 (substitut)
- Governador: Johan Filip von Krusenstierna (fill de Philipp Crusius), 1656 – febrer de 1658
- Ocupació danesa 1658-1659
- Governador: Johan Filip von Krusenstierna (fill de Philipp Crusius), 1659 – 1663 (segona vegada)
- Comandant: Tönnies Voss (o Anton Voss), 16 d'abril de 1663 - 22 d'abril de 1663

## Història
El 1647 els anglesos havien començat a construir una factoria a Cape Corse, però exactament davant d'una factoria holandesa ja existent. A finals del 1647 els anglesos es van entendre amb els locals i van obligar els holandesos a abandonar el lloc a començaments de 1648. Però llavors el Comissionat suec Neumann va signar un acord amb el rei akan Bredewa de Fetu a Degou (Cape Coast d'avui) el 1648 i els suecs van rebre del rei de Fetu una invitació per construir una factoria permanent i es va signar el corresponent acord. A Suècia es va fundar immediatament una empresa monopolista per al comerç d'Àfrica, la Companyia Sueca d'Àfrica (1649) sota la direcció de Louis de Geer i la reina Cristina de Suècia va poder equipar immediatament una expedició sota comandament del suec d'origen finlandès Hendrik Carloff que va navegar fins a la Costa d'Or, per posar en pràctica el projecte d'una factoria sueca a l'Àfrica Occidental.
L'expedició sueca dirigida per Heinrich Carloff, va arribar el 1650 a Cap Corso, moment en què també es trobava a Cape Corse, Thomas Crispi (cosí de Nicholas Crispi) ocupant el càrrec de "Factor en Cap" d'una nova companyia privada formada per ell, i centrant la seva activitat en un punt de suport anglès a Cape Corse o Cabo Corso. Thomas Crispi estava informat de l'expedició de Carloff i de la seva arribada imminent i estava disposat a evitar l'establiment de l'empresa sueca per tots els mitjans. Va enviar al seu home de confiança, Joan Sivella a Fetu, on va ser rebut per Henrico, cosí, hereu i principal agent del rei de Fetu. Contra els regals i els pagaments, el que va representar l'equivalent de 64 lliures, es va obtenir un tros considerable de terra assignada a Cape Corse per construir un factoria anglesa. Aquest tros de terra dels anglesos s'incloïa (segons reclamaven) el lloc on els suecs volien edificar el que seria el Fort Carolusburg (la construcció es va iniciar de fet el 1652). La mateixa afirmació es va fer més tard pel lloc on el Fort Frederiksborg va ser construït, així com en el tram de costa entre els dos forts. Tot i que la legalitat de les reclamacions angleses pot ser posada en gran manera en dubte, Thomas Crispi comptant amb la col·laboració de funcionaris del regne de Fetu, va fer córrer per tot arreu que s'havien assignat als anglesos la propietat de tots els territoris en qüestió.
Quatre dies més tard el rei de Fetu es va trobar amb Carloff i després de nombrosos regals al rei, se li va permetre de començar, de conformitat amb l'acord de 1648, la construcció d'una factoria 22 d'abril de 1650). Els anglesos van protestar enèrgicament, però no va servir de res. Però també se'ls va permetre construir un factoria a la vora de la sueca. Va començar una carrera però els suecs van acabar els primers, però per contra els anglesos tenien una franja de terra amb la millor ubicació.
El 28 maig 1650 es va produir una convenció memorable. Tant els suecs com els anglesos van signar un tractat amb el rei de Fetu, que significa que els suecs tenien plens drets comercials i els anglesos no podien romandre més de sis mesos en el lloc sense el permís de Suècia. No obstant això, les irades protestes dels anglesos van permetre estendre el dret a romandre al lloc fins a setembre de 1652.
El setembre del 1652 els habitants locals van ocupar als anglesos la seva factoria, van expulsar els criats anglesos i va lliurar les instal·lacions a Suècia, que les va destruir a continuació i en el mateix lloc va començar a construir un fort (més tard conegut com a Fort Carolusburg). No obstant això, el rei de Fetuy es va apiadar dels anglesos i els va permetre continuar en un altre lloc amb una petita factoria i els va concedir al costat un dret comercial durant almenys els propers 35 anys.
El 1656 Johan Filip von Krusenstierna (germà del besavi d'Adam Johann von Krusenstern) va ser designat nou governador. Això va molestar a Carloff que va deixar Cabo Corso per retornar el 27 de gener de 1658 amb el vaixell privat danès Glückstadt. Fort Carlsborg va ser ocupat i convertit en part de la nova colònia de Costa d'Or Danesa.
El rei Carles X Gustau de Suècia va fer d'això una de les seves raons per a anar a guerra amb Dinamarca. Després del Tractat de Copenhague de 1660 el castell de Cabo Corso el castell va ser retornat a administració sueca: Tanmateix llavors va ser revelat que Carloff s'havia associat a Samuel Schmidt o Smith i ja havia venut la colònia l'abril 1659 a la Companyia Holandesa de les Índies Occidentals, i hi havia desaparegut amb l'or cap a Angola.
Més tard en la població local va començar una revolta exitosa contra els seus nous amos i el desembre 1660 el reis akan dels Efuti altre cop va oferir control de Suècia sobre l'àrea. Una expedició nova va ser enviada a la colònia que va quedar sota administració sueca només per un període curt. Von Krusenstierna fou reconfirmat com a governador.
El 20 d'abril de 1663 Fort Carlsborg i la fortalesa principal, Fort Christiansborg, altre cop van ser ocupats pels danesos després d'una notable defensa sota el comandant suec Anton Voss.
El 9 de maig de 1664 l'àrea un altre cop va ser agafada, aquest temps per Robert Holmes qui la va fer part de la colònia de Costa d'Or Anglesa.